# Nyakerera (periodiskt vattendrag)
Nyakerera är ett periodiskt vattendrag i Burundi.   Det ligger i provinsen Gitega, i den centrala delen av landet, 70 km öster om huvudstaden Bujumbura.
Omgivningarna runt Nyakerera är en mosaik av jordbruksmark och naturlig växtlighet. Runt Nyakerera är det tätbefolkat, med 397 invånare per kvadratkilometer.